# Джувейни, Шамс ад-Дин
Шамс ад-дин Мухаммед ибн Мухаммед Джувейни (? — 16 октября 1284) — персидский государственный деятель, представитель потомственной чиновничьей семьи Джувейни; на протяжении более чем двадцати лет был сахиб-диваном (главным визирем) монгольских ильханов из династии Хулагуидов — Хулагу (1261—1265), Абаги (1265—1282) и Текудера (1282—1284).
Шамс ад-Дин был братом историка Ала ад-Дина Джувейни, однако неясно — старшим или младшим. Ала ад-Дин в своих сочинениях о брате не упоминает; о жизни Шамс ад-Дина ничего неизвестно до 1262/1263, когда он был назначен сахиб-диваном. Занимавший эту должность совмещал функции первого визиря, именовавшегося наиб («заместитель»), и главы Дивана финансов — мустауфи ал-мамалик. Таким образом, сахиб-диван обладал значительной властью в гражданском управлении государства Хулагуидов. Выдвинув на высшие посты своих родственников и ставленников, Шамс ад-Дин Джувейни использовал своё положение для личного обогащения. Он приобрёл земельных владений на 40 миллионов серебряных динаров — около 4 тысяч селений; его движимое имущество, стада и табуны оценивались в 20 миллионов динаров. Сообщается, что ежедневный доход Шамс ад-Дина составлял 1 туман, то есть 10 тысяч динаров; в год это давало 360 туманов, что превышало 20 % годового дохода государства. По другим данным, ежедневный доход сахиб-дивана был скромнее — тысяча динаров в день.
Шамс ад-Дин имел славу покровителя наук и искусств; сам писал арабские стихи. К посвящённому ему сочинению Шамсийа сахиб-диван оставил комментарий (шарх). Саади посвятил Шамс ад-Дину стихи под названием Сахибийа, а одно из прозаических произведений знаменитого ширазца содержит вопросы сахиб-дивана и ответы поэта.
В 1278 году Шамс ад-Дин Джувейни был направлен в Малую Азию для приведения в порядок расстроенного управления провинцией. Затем, в последние годы правления Абага-хана дотоле незыблемое положение Шамс ад-Дина на вершине власти пошатнулось. Противник семейства Джувейни Меджд аль-мульк Йезди, обвинявший их в присвоении казённых средств и в сношениях с враждебными ильханам мамлюками, был назначен государственным контроллёром (мушриф ал-мамалик), а фактически — вторым министром.
После смерти Абаги и воцарения Текудера, принявшего ислам под именем Ахмед, все обвинения с Джувейни были сняты. Считается, что Шамс ад-Дин, как лидер мусульманского чиновничества, много сделал для защиты ислама от «языческих» ильханов. Новообращённый Ахмед Текудер, находившийся под влиянием Шамс ад-Дина, обвинил Меджд ад-Дина Йезди в измене — связях с претендовавшим на власть Аргуном, сыном Абаги. Бывший мушриф был выдан врагам и убит (26 августа 1282 года). Но после победы Аргуна в борьбе за власть подобная участь ждала и самого Шамс ад-Дина. Несмотря на то, что он выразил покорность новому правителю, и сначала был даже милостиво принят, вскоре Шамс ад-Дина отдали под суд. Аргун, делавший в политике ставку на христиан и евреев, не доверял мусульманам. Не последнюю роль здесь, видимо, сыграли и слухи об отравлении Шамс ад-Дином Абага-хана. 16 октября 1284 года Шамс ад-Дин Джувейни был казнён близ города Абхара (между Казвином и Зенджаном); не избежали казни и его сыновья. Всё имущество семьи было конфисковано в пользу казны.